# 森田和明 (ゲームクリエイター)
森田 和明（もりた かずあき、1965年11月27日 - ）は、日本のゲームクリエイター。福岡県出身。血液型はO型。趣味は、トップウォータープラッキング、バイク、格闘技。

## 略歴
1984年、株式会社SRDに入社。主に『スーパーマリオ』シリーズや『ゼルダの伝説』シリーズなど数多くの任天堂ソフトの開発（メインシステム）にかかわる。SRDのプログラマー、取締役、京都支社長を務めている。
『スーパーマリオブラザーズ』に登場するハンマーブロスの生みの親である。また、釣り好きが幸いして『ゼルダの伝説 夢をみる島』に釣りシステムを取り入れたというエピソードがある。この釣りシステムは以降の『ゼルダの伝説』シリーズでも取り入れられている。

## 作品
- ファミリーコンピュータ
  - スーパーマリオブラザーズ（1985年9月13日）
- ディスクシステム
  - スーパーマリオブラザーズ2（1986年6月3日）
  - リンクの冒険（1987年1月14日）
  - 夢工場ドキドキパニック（1987年7月10日）
- スーパーファミコン
  - スーパーマリオワールド（1990年11月21日）
  - ゼルダの伝説 神々のトライフォース（1991年11月21日）
- ゲームボーイ
  - ゼルダの伝説 夢をみる島（1993年6月6日） - 釣りのプログラム以外に、釣り堀のおじさんのスクリプトの一部も制作している[2]。
- NINTENDO 64
  - スターフォックス64[3]（1997年4月27日）
  - ゼルダの伝説 時のオカリナ（1998年11月21日） - 剣で看板を切ったり、切れた看板が池に浮くようにしたりした[4]。
  - ゼルダの伝説 ムジュラの仮面（2000年4月27日）
- ニンテンドー ゲームキューブ
  - ゼルダの伝説 風のタクト（2002年12月13日）
  - ゼルダの伝説 トワイライトプリンセス（2006年12月2日）
- Wii
  - ゼルダの伝説 トワイライトプリンセス（2006年12月2日）
  - ゼルダの伝説 スカイウォードソード（2011年11月23日）
- ニンテンドー3DS
  - ゼルダの伝説 神々のトライフォース2（2013年12月26日）